# Монгольская саксаульная сойка
Монгольская саксаульная сойка, или монгольская сойка, или монгольская пустынная сойка (лат. Podoces hendersoni), — вид птиц семейства врановых.

## Описание
Верх тела охристо-серый, брюхо светло-охристое, крылья белые с чёрным, хвост чёрный. На голове чёрная шапочка. Ноги и клюв чёрные.

## Распространение
Распространена в пустынях Монголии и Китая.

## Образ жизни
Селится в каменистых пустынях с редким кустарником. Живёт оседло, держится обычно поодиночке, стай никогда не образует. Хорошо и быстро бегает. Летает мало, при опасности старается убежать, и только застигнутая врасплох взлетает и присаживается на кусты. Голос — разные варианты стрекотания.

## Питание
Питается насекомыми и их личинками, пауками, мелкими позвоночными, семенами растений. Корм собирает преимущественно на земле.